# 韦斌 (唐朝)
韦斌（7世纪？—756年），京兆府万年县人，唐朝政治人物。

## 生平
景云初年，韦安石为宰辅时，韦斌授太子通事舍人。他年少修整，崇尚文艺，容止严厉，有大臣之体，与兄长韦陟齐名。开元初年，为父丁忧，居丧过礼。自此在家不出八年，兄弟二人互相劝励，探讨典籍，不舍昼夜，文才都有盛名。开元十七年（729年），司徒薛王李业为女儿平恩县主求婚，以韦斌为婿。升任秘书丞。天宝初年，转任国子司业，徐安贞、王维、崔颢，这些诗人都被推重。天宝年间，拜中书舍人，兼集贤院学士。韦陟先为中书舍人，不久升任礼部侍郎。韦陟在南省，韦斌掌文诰。改任太常少卿。韦斌天性质厚，每次朝会，不敢离位笑言。一次大雪，在廷之人都抖衣拂雪换地方站立，韦斌不移步，雪大了，差点埋没靴子，也不失恭敬。天宝五载（746年），右相李林甫构陷刑部尚书韦坚，韦斌连累贬为巴陵郡太守，改任临汝郡（《宰相世系表》误作临安）太守，加银青光禄大夫。韦斌授五品时，兄长韦陟为河东郡太守，堂兄韦由为右金吾卫将军，韦縚为太子少师，四人同时列戟，衣冠士族之盛，罕有可比。天宝十四载（755年），安禄山反，攻克洛阳，十二月，临汝太守韦斌被叛军俘虏。安禄山任命他为黄门侍郎，韦斌忧愤不得志，在天宝十五载（756年）去世。唐朝克复两京，唐肃宗乾元元年（758年），赠韦斌为秘书监。

## 家族
父韦安石。韦安石有儿子很晚，担任并州司马时，才生下韦陟、韦斌，两人年少聪敏，与平常的儿童不一样。
子
- 韦袞，駕部員外郎
  - 韦同懿
  - 韦同休
  - 韦同憲
- 韦逢
  - 韦同翊，字啟之
- 韦曼
- 韦渢，洛陽令
- 韦襄
- 韦旉
- 韦凜，朗州刺史
- 韦况，諫議大夫[3]
- 韦氏，嫁宰相蕭華子殿中侍御史、河东县令、上柱国、徐国公萧恒